# Satte
Satte (幸手市 Satte-shi?) es una ciudad en la prefectura de Saitama, Japón, localizada en el centro-este de la isla de Honshū, en la región de Kantō. Tenía una población estimada de 49 961 habitantes el 1 de marzo de 2021 y una densidad de población de 1472 personas por km².

## Geografía
Satte está localizada en las llanuras al este de la prefectura de Saitama, en la convergencia de las prefecturas de Saitama, Chiba e Ibaraki, a una altitud promedio de aproximadamente veinte metros sobre el nivel del mar. El río Edo y el río Naka atraviesan la ciudad, que está aproximadamente a 50 kilómetros del centro de Tokio. Limita con la ciudad de Kuki y el pueblo de Sugito en Saitama, la ciudad de Noda en Chiba y el pueblo de Goka en Ibaraki.

## Historia
Durante el período Kamakura, Satte se desarrolló como una estación en el Kamakura Kaidō, y mantuvo ese papel durante el período Edo con el Nikkō Kaidō y el Nikkō Onari Kaidō. El pueblo de Satte fue creado dentro del distrito de Kitakatsushika el 1 de abril de 1889. Fue elevado a la categoría de ciudad el 1 de octubre de 1986.

## Demografía
Según los datos del censo japonés, la población de Satte ha crecido en los últimos 50 años.
| Gráfica de evolución demográfica de Satte entre 1950 y 2015 |
|                                                             |
| Oficina de Estadística de Japón                             |